# Imitatio
Imitatio (griechisch μίμησις mímēsis, lateinisch Imitatio ‚Nachahmung‘) ist die Bezeichnung für die künstlerische Nachahmung von Wirklichkeit sowie für die rhetorische, literarische oder künstlerische Nachahmung von Texten oder Werken der Bildenden Kunst oder der Musik. Ferner dient der Ausdruck auch zur Bezeichnung der moralischen Nachahmung vorbildlicher Menschen.
In der Antike mussten die Schüler im Studium Musterreden auswendig lernen und analysieren, um ihre eigene rhetorische Praxis daran zu orientieren. Sie sollten in der Redekunst dem jeweiligen Vorbild so nahe wie möglich kommen, es womöglich gar zu übertreffen (aemulatio). Insofern bezeichnet imitatio ein zentrales rhetorisches Übungsprinzip, wobei die rhetorische imitatio von der mimesis zu trennen ist, die sich auf eine Nachahmung von Natur beziehungsweise Wirklichkeit im Kunstwerk bezieht.
Bei Cicero galt es, sich dem Ideal des vollkommenen Redners (perfectus orator) anzunähern und ihn als Leitbild nachzuahmen. Dabei komme es indes nicht primär auf technische Fertigkeiten an, sondern die Bildung sei Voraussetzung für wahre Redekunst; der vollkommene Redner sei zugleich Philosoph, vereine Beredsamkeit mit Weisheit.
Die Renaissance wurde zur Blütezeit der imitatio. Dort galt es, vor allem die Wortkunst und Literatur, aber auch die Bildende Kunst der Antike wieder aufleben zu lassen und sie möglichst zu übertreffen. Die Künstler der Renaissance beabsichtigten dabei, die Artefakte der Antike in ganz spezieller Weise zu übertreffen, indem sie bewusst eine Störung einbauten, die es gerade ermöglichte, dass jene Werke dadurch eine Überhöhung erfuhren. So widersetzt sich der David (zwischen 1501 und 1504) des Michelangelo Buonarroti (1475–1564) der Norm der antiken Ästhetik.
Ab dem 18. Jahrhundert trennt sich die durch Nachahmung erlernbare Kunst von den Werken des schöpferisch-autonomen Genies. Damit wird die Nachahmung fragwürdig. Nihil autem crescit sola imitatione – Nichts aber wächst, wo man nur nachahmt – hatte allerdings schon Quintilian gewarnt.